# Kleiner Kutzowsee
Der Kleine Kutzowsee ist ein See bei Plöwen im Landkreis Vorpommern-Greifswald in Mecklenburg-Vorpommern.
Das etwa 1,5 Hektar große Gewässer befindet sich im Gemeindegebiet von Plöwen, zwei Kilometer nordöstlich von der Ortsmitte entfernt. Der See verfügt über keine natürlichen Zu- oder Abflüsse. Die maximale Ausdehnung des Kleinen Kutzowsees beträgt etwa 150 mal 140 Meter.
Unmittelbar östlich des Kleinen Kutzowsees liegt der Große Kutzowsee.